# Calloserica begnasia
Calloserica begnasia är en skalbaggsart som beskrevs av Ahrens 1999. Calloserica begnasia ingår i släktet Calloserica och familjen Melolonthidae. Inga underarter finns listade.